# Astrid Krag
Astrid Krag Kristensen (ur. 17 listopada 1982 w Vejle) – duńska polityk, parlamentarzystka, w latach 2011–2014 i 2019–2022 minister.

## Życiorys
Kształciła się w Tørring Amtsgymnasium, a w latach 2003–2007 studiowała nauki polityczne na Uniwersytecie Kopenhaskim. Pracowała m.in. przy usługach pielęgniarskich i jako opiekunka domowa.
Zaangażowała się w działalność polityczną w ramach Socjalistycznej Partii Ludowej. W latach 2005–2007 kierowała jej organizacją młodzieżową Socialistisk Folkepartis Ungdom. W 2001 i 2005 bez powodzenia kandydowała do parlamentu, zasiadała w nim czasowo w październiku 2006 jako zastępca poselski Villy'ego Søvndala. W 2007 i 2011 uzyskiwała mandat posłanki do Folketingetu. W październiku 2011 została mianowana ministrem zdrowia i profilaktyki w tworzonym przez lewicową koalicję rządzie premier Helle Thorning-Schmidt. W 2012 ubiegała się o przywództwo w swojej partii, przegrywając z Annette Vilhelmsen. W lutym 2014 odeszła z rządu, gdy jej ugrupowanie opuściło koalicję. W tym samym miesiącu przeszła do rządzącej partii Socialdemokraterne. Z ramienia socjaldemokratów ponownie była wybierana do duńskiego parlamentu w wyborach w 2015, 2019 i 2022.
W czerwcu 2019 objęła funkcję ministra spraw społecznych i spraw wewnętrznych w gabinecie Mette Frederiksen. W styczniu 2021 przeszła na funkcję ministra spraw społecznych i osób starszych. Urząd ten sprawowała do grudnia 2022.